# Zsigmond Villányi
Zsigmond Villányi (* 1. Januar 1950 in Hercegszántó; † 13. Januar 1995 in Göd) war ein ungarischer Pentathlet.

## Karriere
Zsigmond Villányi nahm an den Olympischen Spielen 1972 in München teil. Im Einzel platzierte er sich auf Rang zwölf, mit der Mannschaft, zu der neben Villányi noch András Balczó und Pál Bakó gehörten, gewann er die Silbermedaille hinter der sowjetischen Mannschaft.
Bei Weltmeisterschaften gelang ihm 1971 sowohl in der Einzelwertung hinter Borys Onyschtschenko sowie mit András Balczó und Péter Kelemen in der Mannschaftswertung hinter der Sowjetunion der Gewinn der Vizeweltmeisterschaft. 1974 wurde er nochmals Vizeweltmeister mit der Mannschaft, gemeinsam mit Tamás Kancsal und Tibor Maracskó.